# Ogon u człowieka

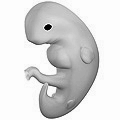
Sześciotygodniowy zarodek człowieka z wyraźnym ogonem

Ogon u człowieka – ogon u człowieka występuje w postaci szczątkowej, gdyż został utracony w trakcie ewolucji. Zarodki ludzkie posiadają ogony, które mierzą ok. 1/6 długości całego zarodka. Pozostałością po ogonie u dorosłych ludzi jest kość guziczna, która występuje w miejscu, w którym inne ssaki posiadają ogon.

## Mechanizm wykształcania ogona
Podczas przekształcania zarodka w płód, ogon jest absorbowany przez resztę ciała. Człowiek, podobnie jak inne naczelne, posiada geny warunkujące kształtowanie się ogona, które jednak są hamowane w trakcie rozwoju płodowego. Zdarza się jednak, że w wyniku różnego rodzaju zdarzeń, jak skrzyżowanie recesywnych alleli, geny te ulegają ekspresji, co prowadzi do wykształcenia właściwego ogona u płodu i potem noworodka. Najczęściej ogon taki nie zawiera kości a jedynie naczynia krwionośne, mięśnie i nerwy. Istnieje jednak kilkanaście udokumentowanych przypadków ogonów posiadających kość. Genetyczny mechanizm wykształcania ogona oraz fakt, że człowiek posiada hamowane geny ogona jest traktowany przez naukowców jako jeden z koronnych dowodów ewolucji.

## Przypadek Chandre Oram
Chandre Oram mieszkający we wschodnich Indiach zasłynął z posiadania 33-centymetrowego ogona. Urodził się w rocznicę narodzin hinduistycznego boga Ramy, po czym został ogłoszony wcieleniem boga Hanumana.